# 닥터 스트레인질리 스트레인지
닥터 스트레인질리 스트레인지(Dr. Strangely Strange)는 아일랜드의 실험적인 포크 밴드이다. 1967년에 보컬과 기타를 맡은 팀 부스(Tim Booth)와 베이스와 키보드를 맡은 이반 폴(Ivan Pawle)이 결성했다.

## 앨범
- 《Kip of the Serenes》(1969년)
- 《Heavy Petting》(1970년)
- 《Alternative Medicine》(1997년)
- 《Halcyon Days》(2007년)